# Caprinsäuremethylester
Caprinsäuremethylester ist eine chemische Verbindung aus der Gruppe der Fettsäureester.

## Vorkommen
Caprinsäuremethylester kommt in Moschus- und Wald-Erdbeeren, Parmesan, Sekt und Bananen vor.

## Gewinnung und Darstellung
Methyldecanoat kann durch Veresterung von Caprinsäure mit Methanol oder Alkoholyse von Kokosöl, gereinigt durch fraktionierte Vakuumdestillation gewonnen werden.

## Eigenschaften
Caprinsäuremethylester ist eine brennbare, schwer entzündbare, farblose Flüssigkeit mit charakteristischem  Geruch, die praktisch unlöslich in Wasser ist.

## Verwendung
Caprinsäuremethylester wird als Zwischenprodukt für Capronsäure, Alkanolamide, Fettalkohole und Säuren zur Herstellung von Waschmitteln, Emulgatoren, Netzmittel, Stabilisatoren, Harzen, Schmierstoffen, Weichmacher, Aromen eingesetzt.